# 南るもい農業協同組合
座標: 北緯43度56分16.9秒 東経141度39分23.2秒 / 北緯43.938028度 東経141.656444度
南るもい農業協同組合（みなみるもいのうぎょうきょうどうくみあい、英称：JA Minamirumoi ）は、北海道留萌市に本所を置いていた農業協同組合である。略称はJA南るもい。当農協の担当地区は 、留萌市・増毛町・小平町の留萌振興局管内南部の地域であった。

## 概要
2002年（平成14年）に、留萌市農協、小平町農協、増毛町農協が合併し、南るもい農協が発足。　
主要な農産品は、米や麦などであるが、林檎やサクランボ等も古くから生産されており、道北地方では珍しく多種に渡る農産物が生産されている地域である。
- 正組合員数　391名
- 准組合員数　8,830名

留萌市、小平町にてスーパーマーケット（Aコープ）を運営してきたが、Aコープ小平店については2018年6月23日をもって人口減少に伴う売り上げ減等を理由に閉店。
2021年（令和3年）2月1日に苫前町農協、オロロン農協、天塩町農協との新設合併によりるもい農業協同組合が発足し、事業を終了した。

## 事務所の一覧
カッコ内は所在地
- 本所　（留萌市高砂町3丁目4-6)
- 幌糠支所　（留萌市大字留萌村字幌糠1954）
- 小平支所　（留萌郡小平町字小平町255）
- 増毛支所　（増毛郡増毛町南畠中町5丁目162-1）